# Hybos joneensis
Hybos joneensis är en tvåvingeart som beskrevs av Yang 1988. Hybos joneensis ingår i släktet Hybos och familjen puckeldansflugor. Inga underarter finns listade i Catalogue of Life.